# Paul Niggli
Paul Niggli (ur. 26 czerwca 1888 w Zofingen, zm. 13 stycznia 1953 w Zurychu) – szwajcarski mineralog, krystalograf i petrograf. Opracował podstawy systematyki skał magmowych opartej na ich składzie mineralnym i chemicznym. Badał genezę złóż oraz procesy krystalizacji magmy. Był profesorem uniwersytetów w Lipsku (1915-1918) i Tybindze (1918-1920).
W 1907 Niggli wstępuje na Wydział Przyrodniczy Politechniki w Zurychu i kończy go po siedmiu semestrach. Specjalizuje się w mineralogii i petrografii u profesora Ulricha Grubenmanna (1850-1924), znanego badacza skał metamorficznych. Dyplom inżyniera uzyskał w 1912, doktorat z nauk przyrodniczych uzyskuje na Uniwersytecie w Zurychu. Habilituje się na politechnice w 1913 roku. W 1920 roku objął katedrę mineralogii i petrologii. Zajmuje miejsce na politechnice po przejsciu na emeryturę Grubenmanna, do jego śmierci w 1924, utrzymuje ze swym dawnym mistrzem kontakt naukowy. Owocem tej współpracy jest wspólne dzieło pt. „Metamorfoza skał“ (Die Gesteinsmetamorphose). Na zuryskiej placówce pozostał Niggli do końca życia, odrzucając zaproszenia innych uczelni bez względu na korzystne warunki, jakie mu oferowano. Na cześć badacza grzbiet na powierzchni Księżyca o długości około 50 km nazywa się dorsum Niggli.